# Panik
Panik (antiguamente Nevada Tan) fue una banda de rap rock alemana formada por seis miembros, cuatro de ellos, de Neumünster. Se establecieron en Hamburgo en 2007 bajo el nombre de Nevada Tan. Cinco de los componentes ya se encontraban anteriormente (en el año 2002) en una banda llamada Pan!k. El 20 de enero de 2008, Nevada Tan anunció que había cambiado oficialmente su nombre de Nevada Tan a Panik por diferencias con sus mánager y productores, y cambiaron de discográfica, de Universal Records a Vertigo Records. El 11 de noviembre de 2009, la productora anunciaba que el grupo se disolvía a causa de no lograr ventas suficientes de sus discos, por lo que su existencia finaliza en un último concierto en Francia en el 2010.

## Biografía
Todo comenzó en Neumünster, a 70 KM de Hamburgo, cuando David Bonk Y Timo Sonnenschein empezaron a hacer música en la secundaria. Junto con dos amigos, Jan Werner y Christian Linke, fundan la banda Pan!k. 
Tras un tiempo, T:mo, cansado de la guitarra, cede su puesto a David y añaden a Juri Schewe, otro amigo, en el puesto de batería. 
Gracias a un anuncio publicado en su sitio web, David encuentra a Franky Ziegler, que más tarde entra al grupo como cantante melódico. "Yo sabía desde el principio que podíamos crear juntos algo que todavía no había habido hasta ahora en esta forma" comenta Franky y Timo explica: "No queríamos quedarnos a un paso de todo, sólo porque faltara un elemento. Musicalmente, queríamos darlo todo. Con Franky, hemos encontrado lo que buscábamos. Inmediatamente después de conocerle pensé: Ahora, podemos empezar".  
Los chicos firman con Universal Records y cambian su nombre a Nevada Tan, por sugerencia de sus productores, Eddy Höfler y Lalo Titenkov, con los que rompieron su contrato el 19 de enero de 2008. Tras este incidente, volvieron a cambiar su nombre por Panik.  

## Miembros
| Nombre                   | Instrumento          | Fecha de nacimiento      | Deja el grupo     |
| ------------------------ | -------------------- | ------------------------ | ----------------- |
| Frank "Franky" Ziegler   | Cantante             | 28 de abril de 1987      | noviembre de 2009 |
| Timo "T:mo" Sonnenschein | Rap/Guitarra         | 20 de septiembre de 1987 | noviembre de 2009 |
| Christian Linke          | Bajo/Guitarra/Coros  | 11 de marzo de 1987      | noviembre de 2009 |
| David Lauden Bonk        | Guitarra/Piano/Coros | 6 de febrero de 1988     | noviembre de 2009 |
| Jan Werner               | DJ                   | 1 de marzo de 1988       | noviembre de 2009 |
| Juri Ibo Kaya Schewe     | Batería              | 24 de noviembre de 1986  | noviembre de 2009 |

## La Banda
Panik combinaba elementos de rap con hard rock, lo que Linke describió como Crossover. Aunque a ellos no les agradaba, a menudo su estilo era comparado con el de Linkin Park. Los miembros de la banda decían que la ira los motivaba, y que la única manera en la que podían expresar sus emociones era en su lengua materna, el alemán. El desarrollo y las emociones del grupo caracterizarón su sonido y sus canciones: "Precisamente porque somos seis, desde el primer momento tenemos muchas ideas, tenemos que debatir muchas cosas. Sin embargo, hemos encontrado nuestra forma de acelerar el proceso creativo y participar, sin embargo, cada uno trabajando en las canciones", dijo David. Y los demás completan: "Hemos utilizado Internet para comunicarnos las ideas de canciones y textos. Luego, nos reuníamos y podíamos trabajar más profundamente sin discusiones o debates."
La primera presentación oficial de la banda fue en "The Dome 41" en Mannheim, el 2 de marzo de 2007. 
Nevada Tan actuó en el Open Air más grande de Alemania en el verano de 2007, Schau nicht weg! (¡No apartes la mirada!), organizado por la revista BRAVO y el canal de televisión VIVA, contra el bullying. El concierto se hizo el 25 de agosto de 2007, frente a la Puerta de Bradenburgo. Más de 50 estrellas apoyaron el evento. Hubo 119.000 personas de audiencia. Nevada Tan fueron uno de los ocho artistas principales, junto con LaFee, Sarah Connor, Bushidō, Monrose, Gentleman, MIA. y US5.
Durante el verano de 2007 dieron un concierto en París, Francia, y debido al numeroso grupo de fanes, han vuelto varias veces para dar más conciertos.
Franky, cantante de la banda, es el único miembro que nació en Heidelberg, al sur de Alemania. Conoció a David a través de Internet. Para conocer a los otros, viajó a Neumünster y, tras ser aceptado como miembro de la banda, se estableció allí de manera permanente. También confesó que le costó acostumbrarse a la fama, porque fue criado en una ciudad pequeña y que es muy nostálgico, extrañaba a su familia y a su pueblo. En octubre, de 2007 BRAVO confirmó que salía con Leo, una candidata en el concurso televisivo Popstars, que aspiraba a formar parte de Monrose, y llegó a la final. A principios de 2008, rompieron debido a la distancia entre ellos, pero los rumores sugieren que Leo solo pretendía utilizar a Franky para promocionarse, y romper con él tras conseguir un contrato discográfico. 
T:mo Es el MC de Panik. Su padre tocaba el bajo en la banda alemana Ilegal 2001, de modo que tuvo su primer contacto con la música bastante pronto. Uno de sus hobbies es realizar películas y vídeos de música, de hecho él produjo el vídeo de su canción So wie du (Como Tú). El vídeo de Neustart es su propia puesta en escena contra los enemigos que tuvo en la escuela. Como David, rechaza a su padre, Fred Sonnenschein por divorciarse de su madre cuando él tenía 1 año. A menudo habla de la difícil adolescencia que tuvo que pasar, por no recibir ayuda monetaria de su padre y confeso que con 15 años ya estaba trabajando, viviendo con su madre en un apartamento de una sola habitación. David dice que es un vegetariano empedernido y que nunca corre, solo camina rápido.
David es el pianista y guitarrista de la banda. Él y T:mo han sido amigos desde la niñez. Su amistad ha durado por más de 16 años. Aunque fueron a diferentes escuelas, siguieron en contacto todo el tiempo. Los otros miembros de la banda se reúnen en la casa de David para ensayar y exponer ideas. En el garaje de su casa tiene un estudio, que su madre y su padrastro le construyeron, para animarle a seguir en la música. La canción So wie du habla de su padre y de como abandono a su familia sin decir nada y engaño a su mujer. Es el productor del último sencillo de la banda, Was würdest su tun?, ya que el sencillo se grabó en parte en su casa. El 28 de mayo de 2008 David fue trasladado al hospital, sin conocerse las causas, solo se reveló que por prevención, en el canal de Panik en KYTE se colgó un vídeo de David siendo trasladado por la ambulancia. Se rumorea que sufrió algún tipo de reacción. Adora a los niños y le gustaría viajar a Japón.
Jan es el DJ de la banda. Fue la incógnita más grande de la banda, porque usaba una máscara negra que le cubría toda la cara, excepto por los ojos. En una sesión de fotos exclusiva para BRAVO se quitó la máscara por primera vez, y confeso que era muy tímido como para mostrar su rostro una vez que la banda alcanzó la fama. Sin embargo, continúa utilizándola para los conciertos, dado que se ha convertido su marca personal. Según David, es "el más pequeño, pero el más grande" y "un puñetero fumador".
Linke, el bajista, también nació en Neumünster. Tiene mucha fluidez con el inglés y es un ávido lector. Se hizo su primer tatuaje hace algunos meses, en su codo. Dice: Edmond Dantès, personaje principal de El conde de Monte Cristo, quien busca venganza, pero cuando la consigue, queda insatisfecho. Linke dijo que el tatuaje le recordará siempre lo autodestructiva que es la venganza en realidad. Es muy popular en MySpace, sobre todo tras colgar sus propias canciones. Quiere escribir un libro con su hermana, André Linke, quien suele escribir libros infantiles de ciencia ficción. También le gustaría sacar un disco solista y suele escribir sus propias canciones. A menudo lo llaman Chris o Lefti (Izquierdito). Su fama también ha convertido en famoso a su hermano Sebastian, que ha declarado que no quiere hablar de Chris o Panik y está molesto por el hecho de que la gente le agregue al MySpace porque este obsesionada con Linke o Panik. Es zurdo. 
Juri es el batería de la banda. Los otros miembros dicen que es el más trabajador de todos. Incluso finalizó la secundaria con la media más alta. Él es como el "líder" de la banda: es quien habla con la discográfica sobre decisiones importantes, y se ocupa de los asuntos legales y financieros. En sus propias palabras, "El dominio de David es Internet, T:mo filma y documenta todo en vídeo. Jan nuestro conductor, Franky es el cocinero, y Linke es quien siempre encuentra algo divertido que hacer". Es también muy inteligente y declaró que acabó sus exámenes con una media de 1'5, cuando en Alemania la nota más alta es 1'0. David dice que Juri es callado, habla despacio y siempre piensa lo que va a decir antes de decirlo, así que "nunca la caga".

## Cambio de nombre: deNevada TanaPanik
La banda cambió su nombre oficialmente tras demandar a sus mánager, Eddy Höfler y Lalo Titenkov. 
La banda declaró que los habían estafado y que no habían recibido ni un solo euro de las ventas de su álbum. Revelaron también que los planeaban explotar como a una banda adolescente. En una entrevista con Stern TV mostraron partes de un vídeo que Timo había grabado y mostraba las condiciones en las que grabaron el álbum. David declaraba que llevaba cuatro días sin ducharse, que no les permitían salir del estudio y que dormían en el suelo. 
Además, sin que la banda lo supiera, sus mánager aseguraron que era su idea lo de tomar el nombre de "Nevada Tan", así que aunque los miembros fuesen despedidos, no podrían hacer uso del nombre, sopena de violar derechos de autor, según lo dicho supuestamente por sus representantes.   
En la entrevista con Stern TV revelaron que por el trato recibido por la banda, el contrato con los productores y mánager no era válido. Aun así, y aunque la banda estaba libre de ataduras con sus productores, no pudieron volver a usar el nombre que les hiciera famosos, el de Nevada Tan. Esto derivó en un declive para su carrera, lo que finalmente les llevó a la desintegración entre los años 2009-2010.

## Discografía

### Álbumes
- como Nevada Tan

Niemand hört dich (Nadie Te Oye) - 20 de abril de 2007
01. Revolution (Revolución)
02. So wie du (Como tú)
03. Neustart (Reempezar)
04. Vorbei (Acabado)
05. Niemand hört dich (Nadie te oye)
06. Warum? (¿Por qué?) 
07. Wie es ist? (¿Cómo está esto?)
08. Alles endet hier (Todo acaba aquí)
09. Dein Echo (Tu eco)
10. Himmel hilf (Ayuda del cielo)
11. Geht ab (Me voy)
12. Ein neuer Tag (Un nuevo día)
13. Nevada Tan/Niemand hört dich - Desktopplayer
- como Panik

Lass mich fallen (Déjame caer) - 25 de octubre de 2009
1. Jeder (Cada uno)
2. Unsere Zeit (Nuestro tiempo)
3. Lass mich fallen (Déjame caer)
4. Keiner merkt es (Nadie se da cuenta)
5. Perfekt (Perfecto)
6. Morgencafé (Café de mañana)
7. Wollt nur wissen (Sólo quiero saber)
8. Kinder (Niño)
9. Was würdest Du tun (¿Que harías tu?)
10. Noch nicht tot (No muertos todavía)
11. Ein letztes Mal (Una vez más)
12. Wir geben's zu (Lo admitimos)
13. Bevor Du gehst (Antes de irte)

### Sencillos
- como Nevada Tan

Revolution (Revolución) - 30 de marzo de 2007
- Ltd. Digi

01. Revolution (Revolución)
02. Niemand hört dich (Nadie Te Oye)
03. Revolution - Ray Stantz Remix
04. Revolution - Versión extendida
05. Revolution - STI Remix
06. NT - Soft. Player incl. Clip, Making of und Fotos 
- Maxi-CD

01. Revolution (Revolución)
02. Niemand Hört Dich (Nadie Te Oye)
03. Revolution - Ray Stanz Remix
04. Revolution - Versión Extendida
- 2-Tracks

01. Revolution (Revolución)
02. Revolution - Ray Stanz Remix

Vorbei (Acabado) - 8 de junio de 2007
- Ltd.Edt.

(Disco 1)
01. Vorbei (Acabado)
02. Vorbei - STI Remix
(Disco 2)
01. Positiv (Positivo)
04. Nevada Tan Software Player
- 2-Tracks

01. Vorbei (Acabado)
02. Vorbei - Tai Jason Remix
- Maxi-CD

01. Vorbei (Acabado)
02. Positiv (Positivo)
03. Vorbei - Tai Jason Remix
04. Vorbei (Video) (Data Track)

Neustart (Reempezar) - 24 de agosto de 2007 
- Maxi-CD

01.Neustart (Reempezar)
02.Du Schweigst (Te callas)
03.Neustart - STIRemix 
04.Neustart - Video 
05.Geht ab - Video
- 2-Tracks

01. Neustart (Reempezar)
02. Neustart - Evoks Remix
- como Panik

Was würdest du tun? (¿Qué harías tu?) - 15 de febrero de 2008
- CD1

01.Was würdest du tun? (¿Qué harías tu?)
02.Wegweiser (Señal)
03.Immernoch da - Live (Aquí estamos)

Lass mich fallen (Déjame caer)- 4 de agosto de 2009
- CD1

01. Lass mich fallen (Déjame caer)
02. Jeder (Cada uno)
03. An alle leute (A todas las personas)

### DVD
- como Nevada Tan

Niemand hört dich - LIVE - 28 de octubre de 2007
Live en Heidelberg
- Contenidos

01. Intro 
02. So wie du (Como Tú)
03. Neustart (Reempezar)
04. Es kommt der Tag (Llega el día) 
05. Warum? (¿Por qué?)
06. Geht ab (Me Voy)
07. Himmel hilf (Ayuda Del Cielo)
08. Wie es ist? (¿Qué es esto?)
09. Revolution (Revolución)
10. Positiv (Positivo)
11. Dein Echo (Tu Eco)
12. Niemand hört dich (Nadie Te Oye)
13. Vorbei (Olvida)
- Extras:

14. Fühlst du (¿Lo sientes?) 
15. Ein neuer Tag (Un Nuevo día)
- Videos

01. So wie du (Como Tú)
02. Revolution (Revolución)
03. Vorbei (Olvida)
04. Geht ab (Me Voy)
05. Neustart (Reempezar)
- Making Ofs

01. Making of Revolution 
02. Making of Vorbei
03. Makinf of Live in Heidelberg

## Puestos en las Listas
Nevada Tan (a.k.a. Panik) debutó con éxito en las listas de éxitos: el primer sencillo, Revolution, entró en las listas en el puesto nº15, su álbum debut Niemand hört dich (Nadie Te Oye) llegó al n.º 8 y el DVD Niemand hört dich - Live entró en el nº10.
La banda también se hizo muy popular gracias al apoyo de la revista BRAVO y el canal VIVA. 

### Sencillos
- como Nevada Tan

| Song Title | GER | AUT | Lanzamiento          |
| ---------- | --- | --- | -------------------- |
| Revolution | 15  | 25  | 30 de marzo de 2007  |
| Vorbei     | 29  | 42  | June 08, 2007        |
| Neustart   | 44  | —   | 24 de agosto de 2007 |

- como Panik

| Song Title          | GER | AUT | Lanzamiento           |
| ------------------- | --- | --- | --------------------- |
| Was würdest du tun? | 28  | TBA | 15 de febrero de 2008 |

### Álbumes
- como Nevada Tan

| Álbum             | GER | AUT | Lanzamiento         |
| ----------------- | --- | --- | ------------------- |
| Niemand hört dich | 8   | 21  | 20 de abril de 2007 |

- como Panik

| Álbum | GER | AUT | Lanzamiento    |
| ----- | --- | --- | -------------- |
| TBA   | TBA | TBA | Primavera 2008 |

### DVD
| DVD                      | GER | AUT | RLanzamiento             |
| ------------------------ | --- | --- | ------------------------ |
| Niemand hört dich - Live | 10  | —   | 28 de septiembre de 2007 |

## Trivia
-El nombre original de la banda viene de Nevada-tan, una niña japonesa que asesinó a una compañera con un cúter.
-Las primeras fotos de nevada Tan en BRAVO fueron en estilo Manga.
-David ha ganado premios por tocar el piano en una competencia llamada Jugend musiziert.
-El segundo video del sencillo Vorbei muestra a los miembros de la banda como Ninjas.
-T:mo tiene un tatuaje con el logo de la primera banda Panik en su brazo derecho.